# Tabanus fulvilineis
Tabanus fulvilineis är en tvåvingeart som beskrevs av Philip 1957. Tabanus fulvilineis ingår i släktet Tabanus och familjen bromsar. Inga underarter finns listade i Catalogue of Life.